# Koszerność

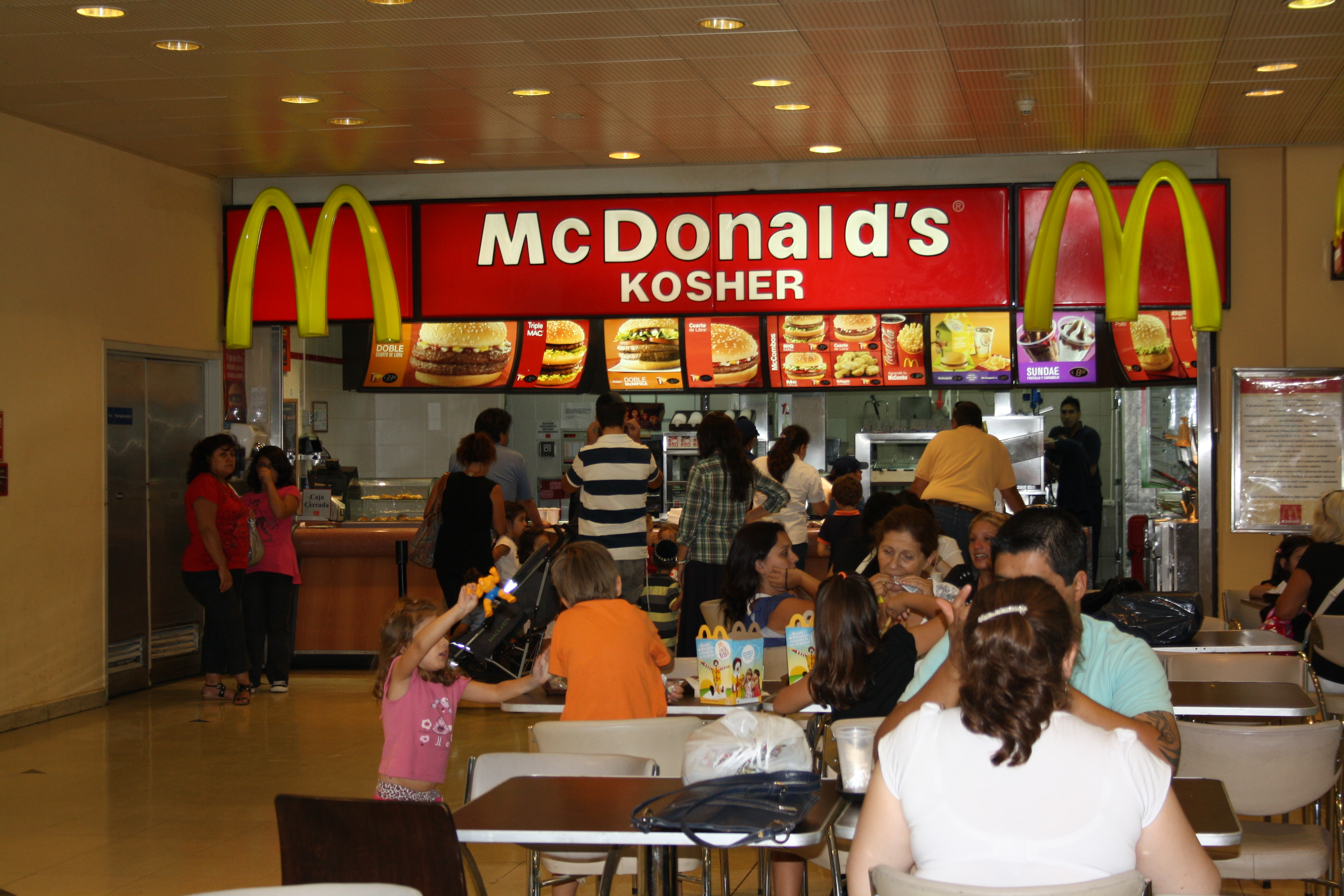
Koszerny McDonald’s w Buenos Aires

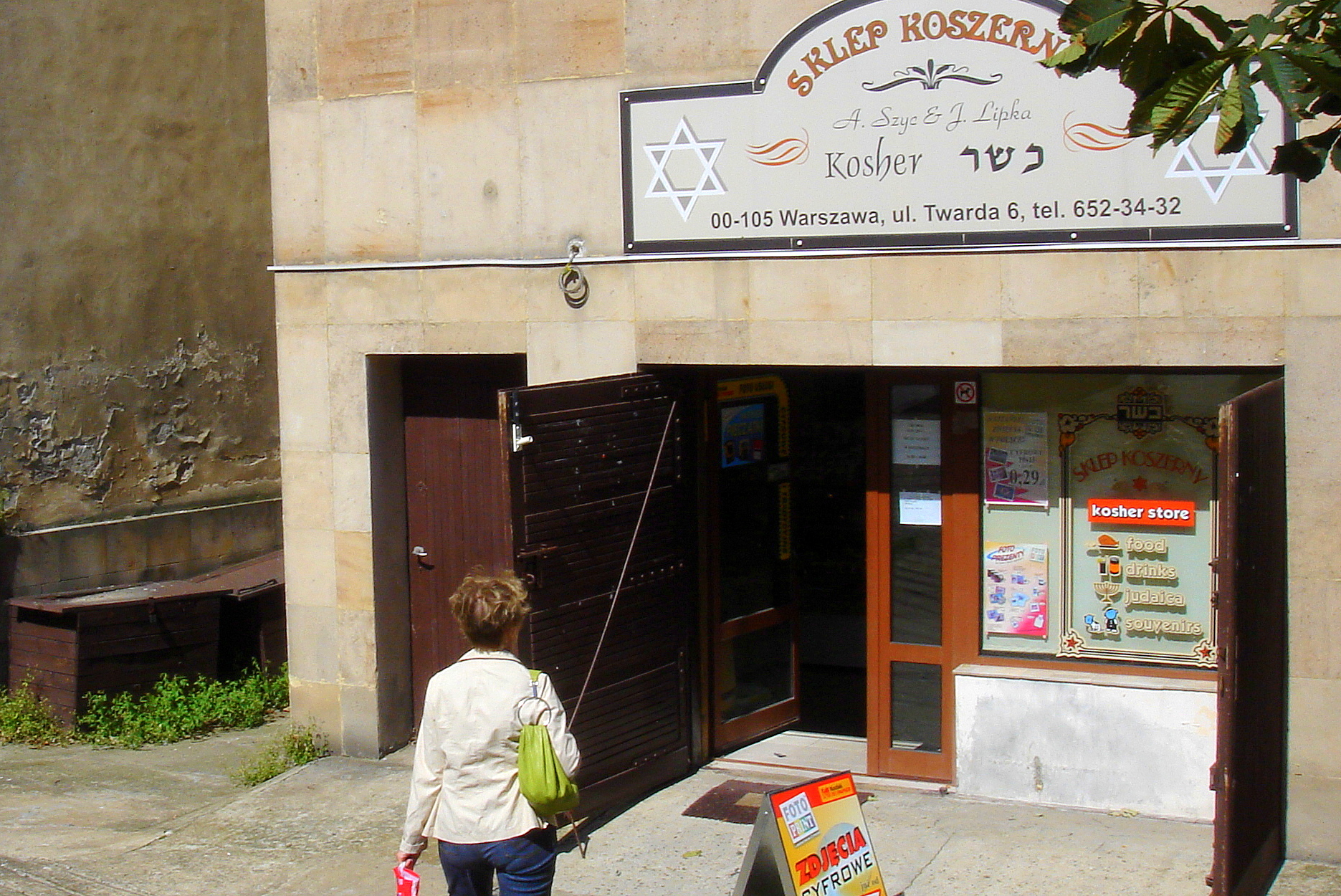
Sklep koszerny w Warszawie

Koszerność, kaszrut (z hebr. ‏כשרות‎, od ‏כשר‎ – dosł. „właściwy”) – pojęcie odnoszące się do reguł obowiązujących w prawie żydowskim (halacha), określających rodzaje produktów dozwolonych do spożywania (pokarmy, napoje i leki) oraz warunki, w jakich powinny być produkowane oraz spożywane.
Niekiedy pojęcie koszerności rozciągnięte bywa także poza produkty spożywcze i wówczas oznacza spełnienie określonych wymogów religijnych także w odniesieniu do innych produktów i przedmiotów; np. teksty liturgiczne są koszerne jedynie wówczas, gdy nie ma w nich tzw. kleksów; dla zapewnienia koszerności mezuzy konieczne jest sporządzenie jej przez sofera, zaś aby talit (chusta modlitewna) był koszerny, nie może w nim brakować żadnego z cicitów (frędzli) itd.
Zasady koszerności wywodzą się z Tory (Pięcioksięgu Mojżeszowego), zostały uściślone w Torze ustnej (Miszna i Talmud). Są one ściśle przestrzegane przez ortodoksyjnych żydów. Żydzi wyznający judaizm reformowany, konserwatywny i rekonstrukcjonistyczny odrzucają lub znacznie liberalizują przepisy halachy, w tym także dotyczące pokarmu. Nadzór nad przestrzeganiem koszerności w produkcji żywności jest zadaniem rabinów, którzy jednak często różnią się w interpretacjach albo nawet wydają rozbieżne orzeczenia.

## Zasady koszerności

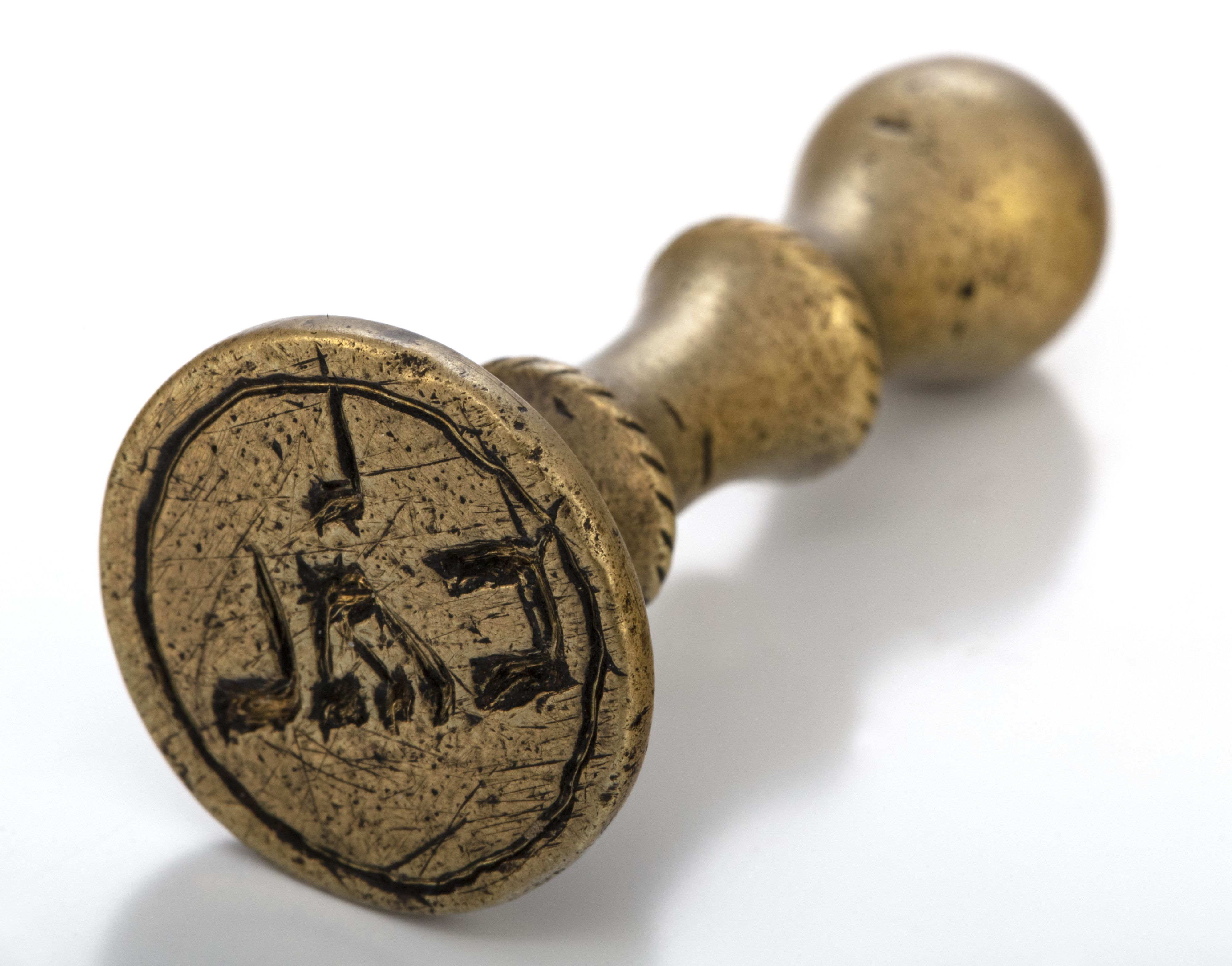
Stempel potwierdzający koszerność, Muzeum Żydowskie w Oświęcimiu

Halacha rozróżnia pokarmy dozwolone (kaszer) i zakazane (teref, trefne, „nieczyste”). Dopuszczone do spożywania jest mięso zwierząt mających racicę i przeżuwających, stworzeń wodnych mających płetwy i łuski, niektórych gatunków szarańczy, niektórych gatunków ptaków. Nie dotyczy to jednak krwi oraz niektórych części (np. nerw kulszowy), które są zakazane. Dozwolone jest mleko i jaja pochodzące od zwierząt, których mięso jest koszerne, miód i inne produkty. Owoce powinny pochodzić z drzew mających co najmniej trzy lata.
Produkty mięsne nie mogą być spożywane razem z produktami mlecznymi – co wymusza stosowanie w kuchni prowadzonej według zasad kaszrutu dwóch kompletów garnków i innych sprzętów kuchennych oraz nakryć. Posiłki mleczne i mięsne powinna dzielić kilkugodzinna przerwa. Standardowo wynosi ona sześć godzin, aczkolwiek czas ten różni się w zależności od stopnia ortodoksji i miejsca zamieszkania. Duża część żydów ultraortodoksyjnych twierdzi, że przerwa ta powinna trwać przynajmniej 24 godziny. Z kolei żydzi mieszkający na terenach, gdzie popularne są potrawy mleczne (np. Holandia), twierdzą, że wystarczającym odstępem jest jedna godzina. Kwestia ta nie jest sprecyzowana w prawie żydowskim.
Pokarmy, które można łączyć i z mięsem, i z mlekiem, są oznaczane jako parwe. Niektóre produkty, aby były koszerne, nie mogą być wytwarzane ani sprzedawane przez nieżydów, np. wino. Odrębną kategorią pokarmów i napojów są dopuszczone do spożywania w czasie świąt Pesach (kaszer le-Pesach); nie mogą one zawierać „chamecu”. Wszystkie produkty i napoje powinny być produkowane pod nadzorem rabinatu, który sprawdza przestrzeganie tych reguł i wydaje stosowne certyfikaty.

## Podobieństwa z innymi dietami religijnymi
Muzułmanie mogą  w razie potrzeby spożywać produkty koszerne, z wyjątkiem napojów alkoholowych i narkotyków, ale żydzi nie mogą spożywać żywności halalnej. Zasady koszerności zawierają między innymi zakazy dotyczące łączenia różnych rodzajów żywności (np. mięsa i nabiału), których to zasad halal nie zawiera, określając jedynie, które produkty są zakazane.

## Ubój koszerny
Szczegółowo określone są zasady uboju ssaków i drobiu (szechita wspomniana w Księdze Powtórzonego Prawa 12:21), które muszą być zabijane w rytualny sposób przez wykwalifikowanego rzezaka (szojchet). Ostrym, nieząbkowanym nożem przecina on płynnym ruchem żyły szyjne wewnętrzne, tętnice szyjne, przełyk i krtań.
Nie są dozwolone do spożywania zwierzęta padłe ani ze skazą. Po uboju ciało zwierzęcia jest sprawdzane w celu potwierdzenia, że zwierzę było zdrowe i żadne przesłanki nie wskazują, by padło w ciągu kolejnego roku. Istnieje 70 różnych schorzeń i nieprawidłowości, które powodują, że zwierzę jest niekoszerne. Nie wolno spożywać pewnych części zwierzęcia, np. krwi, pewnych rodzajów tłuszczu oraz nerwu kulszowego. Z ciała zwierzęcia należy usunąć jak największą ilość krwi (Księga Kapłańska 17:10) poprzez namaczanie i solenie.